# ژنرال آلوار
ژنرال آلوار (به اسپانیایی: General Alvear) یک منطقهٔ مسکونی در آرژانتین است که در بخش خنرال آلوار (بوئنوس آیرس) واقع شده‌است. ژنرال آلوار ۹٬۸۱۲ نفر جمعیت دارد.